# Martna
Martna är en ort i Estland. Den ligger i Lääne-Nigula kommun och landskapet Läänemaa, i den västra delen av landet, 80 km sydväst om huvudstaden Tallinn. Martna ligger 15 meter över havet och antalet invånare är 200.
Terrängen runt Martna är mycket platt. Runt Martna är det mycket glesbefolkat, med 3 invånare per kvadratkilometer. Närmaste större samhälle är Hapsal, 17,9 km nordväst om Martna. I omgivningarna runt Martna växer i huvudsak blandskog.